# Magnolia sororum
Espèce
Statut de conservation UICN

 NT  : Quasi menacé
Magnolia sororum est une espèce de plantes à fleurs de la famille des Magnoliacées. C'est un arbre présent en Amérique centrale.

## Description
C'est un arbre.

## Répartition et habitat
Cette espèce est présente au Costa Rica et au Panama.

## Liste des espèces et sous-espèces
Selon World Checklist of Selected Plant Families (WCSP) (1 janvier 2014) :
- Magnolia sororum Seibert (1938)
  - sous-espèce Magnolia sororum subsp. lutea Vazquez (1994)
  - sous-espèce Magnolia sororum subsp. sororum

Selon Tropicos (1 janvier 2014) (Attention liste brute contenant possiblement des synonymes) :
- sous-espèce Magnolia sororum subsp. lutea A. Vázquez
- sous-espèce Magnolia sororum subsp. sororum